# Estação Piaçaguera
A Estação Piaçaguera é uma estação ferroviária construída originalmente pela São Paulo Railway Company e pertenceu a Estrada de Ferro Santos-Jundiaí. Durante a sua operação, a estação recebeu trens de subúrbio e de médio percurso vindos de Santos, Guarujá e da Linha Mairinque-Santos da Estrada de Ferro Sorocabana, além de ter servido como o ponto final do trem Funicular de Paranapiacaba, até o mesmo ser desativado em 1976.
A palavra "Piaçaguera" é um termo de origem tupi que significa "porto velho", através da junção de peasaba (porto) e ûera (velho).
Devido ao acordo ortográfico a estação deixou de ser nomeada com os dois "ss" e passou a receber o "ç", além da ausência da trema. O nome da estação foi atualizado pela MRS quando a empresa reconstruiu o prédio um pouco mais a frente do original para o monitoramento das manobras dos trens cargueiros.

## Histórico
O prédio original da estação Piaçagüera foi construído entre 1898 e 1899 pela São Paulo Railway Company. Até o dia 19 de abril do seu ultimo ano de construção, a estação era chamada de "Raiz da Serra-nova", devido ao fato de que está seria a estação final do Trem funicular da Serra-nova que fazia parte dos "planos inclinados" da SPR e que também estava sendo construído pela companhia nesta época. Porém, neste dia a estação acabou recebendo o nome de Piassagüera, já que estava localizada dentro de um bairro com o mesmo nome devido a sua origem tupi, além de estar próxima a um rio que nasce na Serra do Mar e desagua em uma região próxima a estação e que também é conhecido pelo nome de Piaçaguera.
A plataforma da antiga estação, enquanto estava sendo construída pela companhia, acabou afundando meio metro no chão por conta de seu peso, já que o prédio da estação estava sendo construído em cima de uma região de manguezal por estar próxima a vários rios de médio porte. Na época, os engenheiros responsáveis pela obra utilizaram macacos de elevação para nivelar a altura da plataforma com a altura dos trens de passageiros. Por conta de manter o nivelamento e o risco da plataforma da estação voltar a afundar nos mangues, os técnicos decidiram construir o prédio principal da estação com madeira, na tentativa de aliviar o peso geral da construção.

### Trem funicular da Serra-nova
Conhecido como o Funicular de Paranapiacaba, a ferrovia do trem funicular da Serra-nova foi construída no inicio do século XX devido a alta demanda de passageiros e de cargas provenientes da cidade e do porto de Santos, no Trem funicular da Serra-velha, construído mais ao norte e que operava além da sua capacidade.
O segundo sistema funicular, possuía uma capacidade de carga de até 120 (cento e vinte) toneladas, o dobro da capacidade de carga do primeiro sistema. Ao contrario do funicular da serra-velha, o funicular de serra-nova operava com um cabo de aço continuo, num sistema semelhante aos dos teleféricos, além disso ao invés das "Serrabreques" utilizadas no primeiro sistema, o novo passou a utilizar automotrizes chamadas de "Locobreques", o que permitia que essas composições fizessem manobras no pátio e estacionassem na estação sem o auxilio das maquinas a vapor instaladas em cada um dos 5 patamares da nova via.
A nova ferrovia possuía uma extensão de aproximadamente 10,5 Km e uma inclinação máxima de 8 (oito) graus. O inicio da subida da Serra-nova ficava localizado onde hoje está o viaduto rodoviário da Rodovia Cônego Domenico Rangoni, sendo que ainda é possível ver parte dele a partir da rodovia, tendo como referencia uma pequena casa construída ao lado direito do antigo leito ferroviário, conforme ilustra a imagem do funicular a direita.
Atualmente a ferrovia serve como uma trilha para pessoas que querem apreciar a paisagem da Serra do Mar e se aventurar em meio aos túneis e pontes degradadas devido ao tempo e a umidade da serra. A trilha tem como inicio a Estação de Paranapiacaba, em Santo André, e é conhecida como "Trilha do Funicular".

## Diagrama da estação
|  | ↕ a ↕ |

|  | ↕ b ↕ |

|  | ↕ c ↕ |

|  | ↕ d ↕ |

| 1 |

|  | ↕ e ↕ |

|  | ↕ f ↕ |

|  | ↕ g ↕ |

|  | ↕ h ↕ |

|  | ↕ i ↕ |

|  | ↕ j ↕ |

|  | ↕ a ↕ |

|  | ↕ b ↕ |

|  | ↕ c ↕ |

|  | ↕ d ↕ |

| 1 |

|  | ↕ e ↕ |

|  | ↕ f ↕ |

|  | ↕ g ↕ |

|  | ↕ h ↕ |

|  | ↕ i ↕ |

|  | ↕ j ↕ |

|  | ↕ a ↕ |

|  | ↕ b ↕ |

|  | ↕ c ↕ |

|  | ↕ d ↕ |

| 1 |

|  | ↕ e ↕ |

|  | ↕ f ↕ |

|  | ↕ g ↕ |

|  | ↕ h ↕ |

|  | ↕ i ↕ |

|  | ↕ j ↕ |

|  | ↕ a ↕ |

|  | ↕ b ↕ |

|  | ↕ c ↕ |

|  | ↕ d ↕ |

| 1 |

|  | ↕ e ↕ |

|  | ↕ f ↕ |

|  | ↕ g ↕ |

|  | ↕ h ↕ |

|  | ↕ i ↕ |

|  | ↕ j ↕ |